# 剛果民族主義聯邦主義者聯盟
刚果民族主义联邦主义者联盟（法語：Union des Nationalistes Fédéralistes du Congo）是剛果民主共和國的一個政黨。該黨在2006年大選中贏得了500個國會席位中的7個。在2011年大選中，該黨贏得了8個席位。在2018年大選中，該黨未有贏得席位。該黨主席是加布里埃爾·昆古·瓦·庫姆萬扎。